# Marisco Castle
Marisco Castle är ett slott i Storbritannien.   Det ligger i grevskapet Devon och riksdelen England, i den södra delen av landet, 300 km väster om huvudstaden London. Marisco Castle ligger 61 meter över havet. Det ligger på ön Lundy.
Terrängen runt Marisco Castle är platt.  Det finns inga samhällen i närheten.